# 11292 Bunjisuzuki
11292 Bunjisuzuki (1991 RC28) là một tiểu hành tinh vành đai chính được phát hiện ngày 8 tháng 9 năm 1991 bởi Spacewatch ở Kitt Peak.